# 私の薔薇を喰みなさい
「私の薔薇を喰みなさい」（わたしのばらをはみなさい）は、ALI PROJECTの楽曲。宝野アリカが作詞、片倉三起也が作曲を手掛けた。ALI PROJECTの30枚目のシングルとして2013年7月24日にLantisから発売された。

## 概要
ALI PROJECTのシングルとしては前作「凶夢伝染」から1年6か月ぶり、2013年1作目のリリースとなる。
本曲は、テレビアニメ『ローゼンメイデン』（新アニメ版）のオープニングテーマに起用された。内容的には「禁じられた遊び」と「聖少女領域」の延長線上に位置づけられており、タイトルからも分かるように「薔薇」と『ローゼンメイデン』の世界観をテーマにしている。そのため歌詞にも薔薇の気高さの中に真紅の想いが織り込まれている。ディスクジャケットの撮影は、当初ドイツで行う予定であったが、開花時期を逃したため国内で撮影された。またジャケットに使用された薔薇はスタッフが製作した造花である。PVには児童のバレリーナが出演している。
シングルは初回限定盤（LACM-34108）と通常盤（LACM-14108）の2種リリースで、初回限定盤には本曲のPVを収録したDVDが同梱されている。
表題曲「私の薔薇を喰みなさい」のイントロにはSAMPLE MAGICのサンプル音源『ELECTRO』が利用されている。また、サビにセルゲイ・ラフマニノフの『6つのロマンス 夜のしじまの中で』が引用されている。
シングルの2曲目「Fräulein Rose」は、乙女の気持ちを歌った曲で、タイトルも薔薇の乙女を意味するドイツ語から採られている。曲調は「少女歌謡」、「ポップス」、「1人重ねコーラス」が取り入れられたバラエティ性のある内容になっている。曲中には「金糸雀」、「双子星」、「銀の燈」といったローゼンメイデンのドールを連想させる歌詞が織り込まれている。
シングルの3曲目「乙女の贖い」は、病床にある水銀燈のマスター・柿崎めぐの心情を描いた切ない詞を持ち、伴奏にストリングスを大きく用いている。

## 収録曲
| 全作詞: 宝野アリカ、全作曲・編曲: 片倉三起也。 |                                                                                          |            |            |      |
| #                                              | タイトル                                                                                 | 作詞       | 作曲・編曲 | 時間 |
| 1.                                             | 「私の薔薇を喰みなさい」(テレビアニメ『ローゼンメイデン』（新アニメ）オープニングテーマ) | 宝野アリカ | 片倉三起也 | 4:37 |
| 2.                                             | 「Fraulein Rose」                                                                        | 宝野アリカ | 片倉三起也 | 4:21 |
| 3.                                             | 「乙女の贖い」                                                                           | 宝野アリカ | 片倉三起也 | 4:05 |
| 4.                                             | 「私の薔薇を喰みなさい（Instrumental）」                                                 | 宝野アリカ | 片倉三起也 |      |
| 5.                                             | 「Fräulein Rose（Instrumental）」                                                        | 宝野アリカ | 片倉三起也 |      |
| 6.                                             | 「乙女の贖い（Instrumental）」                                                           | 宝野アリカ | 片倉三起也 |      |
| 合計時間:                                      | 合計時間:                                                                                | 26:06      |            |      |

| #  | タイトル                             | 作詞 | 作曲・編曲 |
| -- | ------------------------------------ | ---- | ---------- |
| 1. | 「私の薔薇を喰みなさい」(Music Clip) |      |            |